# 22465 Karelanděl
22465 Karelanděl è un asteroide della fascia principale. Scoperto nel 1997, presenta un'orbita caratterizzata da un semiasse maggiore pari a 2,4559691 au e da un'eccentricità di 0,1830184, inclinata di 2,29555° rispetto all'eclittica.
L'asteroide è dedicato all'astronomo ceco Karel Anděl.